# Comida enlatada
A comida enlatada é uma forma de conservação dos alimentos através do seu acondicionamento apropriado em um recipiente geralmente produzido em metal.
Atualmente os mais diversos gêneros alimentícios e bebidas são vendidos enlatados, muitos deles exclusivamente deste modo. Como exemplo podemos citar o extrato de tomate, o leite condensado, o milho cozido, refrigerantes, entre outros. Alimentos enlatados podem manter sua qualidade para consumo por até dois anos.

## Método
Atualmente os alimentos enlatados passam por um processo que tem por objetivo eliminar microorganismos e outros agentes nocivos que podem comprometer a qualidade do alimento e a saúde de seus consumidores. Entre os microorganismos nocivos que precisam ser eliminados está o Clostridium botulinum causador do botulismo.
Primeiramente os alimentos são acondicionados nas latas, que são preenchidas por água, óleo ou uma solução ácida. Em seguida, as latas são fechadas hermeticamente e expostas a altas temperaturas e pressões. Todo o processo é automatizado sendo realizado por máquinas sem requerer contato manual.
Alguns tipos de alimentos podem receber alguns compostos químicos durante o processo para melhorar ainda mais o tempo de conservação ou mesmo a aparência. Carnes enlatadas recebem nitrato de sódio para preservar a sua cor.

## História
Os homens têm buscado formas de melhorar a conservação dos alimentos para que eles estivessem disponíveis em épocas de pouca produção ou em locais de difícil abastecimento.

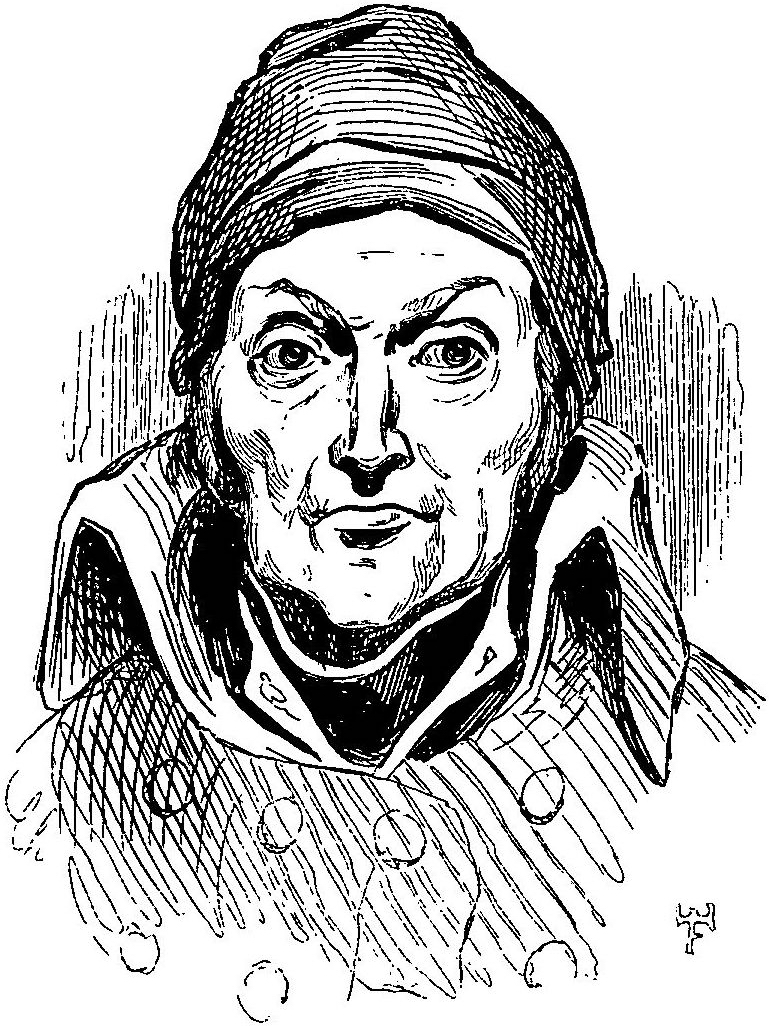
Nicolas Appert

A primeira iniciativa que levou a criação da comida enlatada foi feita pelo francês Nicolas Appert em 1809 atendendo uma convocação do governo de seu país para levar comida em conservas para a frente de batalha durante o governo de Napoleão Bonaparte. A estratégia se mostrou um sucesso e por isso ele recebeu um prêmio de doze mil francos ao publicar suas idéias num livro. Inicialmente foram empregados vasilhames de vidro grosso ao invés de latas.
O processo utilizado por Appert é parecido com o atual, envolvendo o aquecimento da conserva com os recipientes fechados com rolha de cortiça. Na época seu criador atribuiu a conservação ao fechamento hermético dos recipientes, algo contestado anos mais tarde por Louis Pasteur em 1846 que atribuiu a conservação ao fato do processo eliminar os microorganismos identificados por Anton van Leeuwenhoek.
Tomando conhecimento do processo, Peter Durand o patenteou no Reino Unido em 1810. No ano seguinte vendeu sua patente para uma empresa que substituiu os vasilhames de vidro e a rolha de cortiça por latas de ferro estanhado, iniciando o uso de latas de metal.
Inicialmente as latas não foram amplamente aceitas pelos consumidores pois o alto preço da lata, a grande oferta de comida fresca e a dificuldade para abrir as latas desmotivavam o consumo. Curiosamente o abridor de latas foi criado apenas em 1815 e até então as latas precisavam ser abertas com martelo e talhadeira.
Desde então o processo de produção das latas tem se aprimorado, tornando o processo de produção mais fácil com menor custo. Passaram a ser largamente utilizadas em navios durante viagens longas. As latas também marcaram presença importante em diversos momentos como na Primeira Guerra Mundial e na Guerra Civil Americana no abastecimento das tropas. Os conflitos impulsionaram o desenvolvimento de melhores técnicas que mais tarde seriam aproveitadas com fins civis.
Portugal possui uma longa tradição na preparação de conservas alimentares. As primeiras fábricas conserveiras instalaram-se nesse país no final do século XIX. A indústria conserveira portuguesa floresceu nas décadas seguintes, durante todo o século XX. Na década de 1940, Portugal era o maior exportador de conservas à escala mundial, tendo o sector se desenvolvido exponencialmente durante a II Guerra Mundial, dado que esta indústria se tornaria subsidiária da indústria de guerra. Na actualidade, Portugal continua a ser um grande produtor e exportador de conservas alimentares, primando pela excelente qualidade dos seus produtos.
Só em 1935 bebidas passariam a ser vendidas em latas com o surgimento da primeira cerveja vendida deste modo.

### Cronologia
A recente história da conservação de alimentos em latas pode ser assim resumida nos seguintes eventos:
- 1795 - Nicolas Appert criou em Ivry sur Seine a appertização, alimentos conservados em vidros hermeticamente fechados a 100 °C.
- 1810 - Appert publica em 6 mil exemplares "A arte de conservar por vários anos todas as substâncias animais e vegetais". O inglês Pierre Durand adapta o método para embalagens metálicas. Em Nantes, Joseph-Pierre Collin se torna o pioneiro na confecção de latas de sardinhas.
- 1815 - Invenção do abridor de latas.
- 1824 - Já havia muitas fábricas de sardinha em lata no litoral da França no Oceano Atlântico.
- 1841 - Os britânicos sofisticam a appertização usando estufas para esterilização e melhoram o controle de qualidade.
- 1849 - Surgem as latas de sardinha com abertura por deslocamento e também por cinta.
- 1858 - Ezra Warner, de Waterbury, Connecticut (EUA) patenteia o abridor de latas.
- 1865 - Louis Pasteur enaltece o invento de Warner.
- 1869 - Inaugurada a fábrica de sopas enlatadas da Campbell's Co.
- 1870 - William Lyman patenteia o abridor de latas por roda cortante.
- 1898 - A solda nas latas é substituída por encravamento.
- 1920 - Em Toulon surge o primeiro sistema automático para fabricar latas com três folha de flandres.
- 1930 - Na Noruega são criadas as latas de conserva em alumínio.
- 1932 - São criadas as latas em folhas de aço com abertura (fita retirada por "chave") ao longo da lateral das mesmas.
- 1935 - Primeira cerveja em lata - Newark, Nova Jersey (EUA).
- 1952 - Folhas de aço de menor espessura passam a permitir formas mais criativas.
- 1958 - Surgem as latas de alumínio em duas peças.
- 1973 - Latas de abertura fácil e rápida, com tampa destacável.
- 1975 - Passa a ser usado o "TFS", aço sem estanho - folhas mais finas, mais resistentes, menor custo.
- 1990 - Tampas "saturno" para latas de patê - em alumínio termosselado, abertura ao puxar lingueta plástica
- 1995 - Tampas "top dot" - lacre plástico que libera a pressão interna.